# Пей Берлан

Герб Пея Берлана

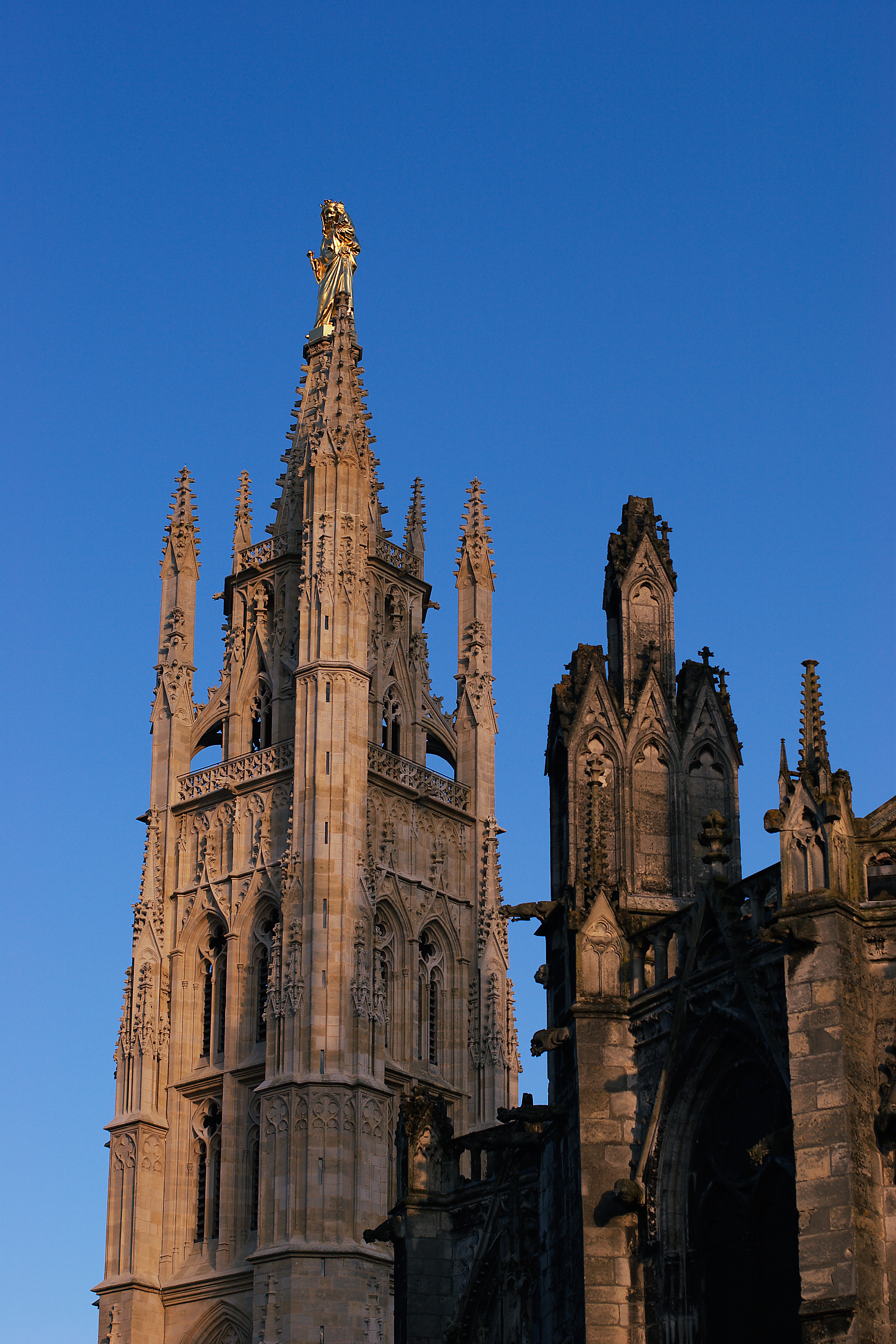
Башня Пей-Берлан (или Пьер Берлан) в Бордо, построенная по распоряжению Берлана и названная в его честь.

Пей Берлан (или Пейберлан, от Пьера Берлана; ок. 1380 – январь 1458) был архиепископом Бордо в поворотный момент в истории города и Гаскони с 1430 года до своей отставки в 1456 г. Во время его правления город Бордо сохранял непреклонную верность королю Англии на последнем этапе Столетней войны, но французы взяли город в 1451 году.

## Образование и ранняя карьера
Берлан родился в деревушке Сен-Рафаэль близ Авансана недалеко от Бордо. Несмотря на свое крестьянское происхождение, он рано получил образование у местного нотариуса на пенсии, а затем переехал в Бордо, чтобы продолжить учебу и поступить на службу в церковь. В конце концов, он поступил в Тулузский университет и получил степень бакалавра канонического права. Затем он привлек внимание Франческо Угуччионе, пожилого архиепископа Бордо (1384-1412), который призвал его на должность своего личного секретаря.
Будучи секретарем влиятельного дипломата и кардинала, Берлан много путешествовал в начале XV века. Осенью 1408 года он сопровождал Угуччионе в Англию, где кардинал пытался убедить англичан послать делегацию на Пизанский собор, который тогда изо всех сил пытался положить конец западному расколу. Из Англии Берлан и Угуччионе отправились в Италию. В 1412 году во время пребывания во Флоренции Угуччионе скончался. Берлан организовал его похороны, а затем отправился в паломничество в Святую Землю, прежде чем снова вернуться в Бордо.
В 1413 году Берлан получил вознаграждение от своего прежнего покровителя, когда антипапа Иоанн XXIII, выполняя просьбу уже скончавшегося к тому моменту Угуччионе о том, чтобы «его возлюбленный служитель» Берлан не был забыт, даровал ему пребенду. Впоследствии он быстро поднялся в церковной иерархии Гаскони и в 1423 году регентами Генриха VI был назначен в Суд Суверенитета, своего рода апелляционный суд Гаскони, который заседал в Бордо. В 1430 году умер архиепископ Давид де Монферран, и капитул собора с готовностью избрал на его место Берлана, что было без колебаний утверждено папой Мартином V.

## Архиепископат

### Покровительство строительству и обучению
Будучи архиепископом, Берлан реализовал несколько строительных проектов. Он распорядился построить новую больницу, посвященную Святому Петру (Сен-Пьер) недалеко от базилики Сен-Сёрен. Колокольня, построенная около собора Святого Андрея в 1440 году, до сих пор называется Пей-Берлан в честь ее основателя; и хотя заказ на ее строительство поступил от капитула в 1429 году, лишь появление Берлана дало старт строительным работам. Берлан также был покровителем образования в своем городе.
В 1441 году, после нескольких лет уговоров в Папской курии, Бордо получил собственную studium generale, что положило начало основанию Университета Бордо. В 1442 году он основал школу в своей родной деревне Сен-Рафаэль. Эта школа была прототипом более поздней епархиальной семинарии, где во времена Берлана двенадцать молодых людей готовились к священству. Берлан завещал все свои книги этой школе, а также создал фонд для помощи в приобретении книг бедным студентам других учебных заведений.

### Столетняя война
В политическом отношении Берлан сопротивлялся попыткам Франции контролировать Бордо и решительно поддерживал суверенитет Англии. В то время как французские короли претендовали на церковную юрисдикцию над Бордо на основании Буржской Прагматической санкции, Берлан отвергал ее.
В 1434-1451 годах его лидерские качества были особо важны, поскольку тогдашний мэр Гадифер Шортхоуз был безвольным и недальновидным. В то время Берлан не счел разумным покинуть свою епархию; вместо этого он послал делегацию на Базельский собор.
16 июля 1442 года Томас Бекинтон (епископ Бата и Уэллса) вместе с Робертом Роосом прибыли в Бордо в качестве послов английского короля. На следующий день они отнесли письма с обещанием помощи от Генриха VI Берлану, который прочитал их с кафедры.
Граждане были побуждены к активным действиям для защиты своего города, пока они ждали помощи из Англии. Берлан лично отправился в Англию 26 июля с письмами послов. В октябре он отправил своего врача обратно в Бордо, но сам решил остаться в Англии сразу с несколькими целями: заверить короля в лояльности его гасконских подданных и напоминать о тяжелом положении жителей Бордо. 1 ноября 1450 года, в день, который в истории Бордо запомнился как La Male Journade («плохой день»), жители Бордо вместе с английскими латниками и гасконскими рыцарями выступили в поход, чтобы защитить город от вторгающихся армий Аманье Орваля, Потона де Сентрайя и Жана Бюро. Защитники Гаскони были разгромлены, и многие граждане погибли. По преданию, Берлан удалился в свою комнату на два дня, чтобы предаться молитвам после того, как увидел множество тел, возвращаемых в город.

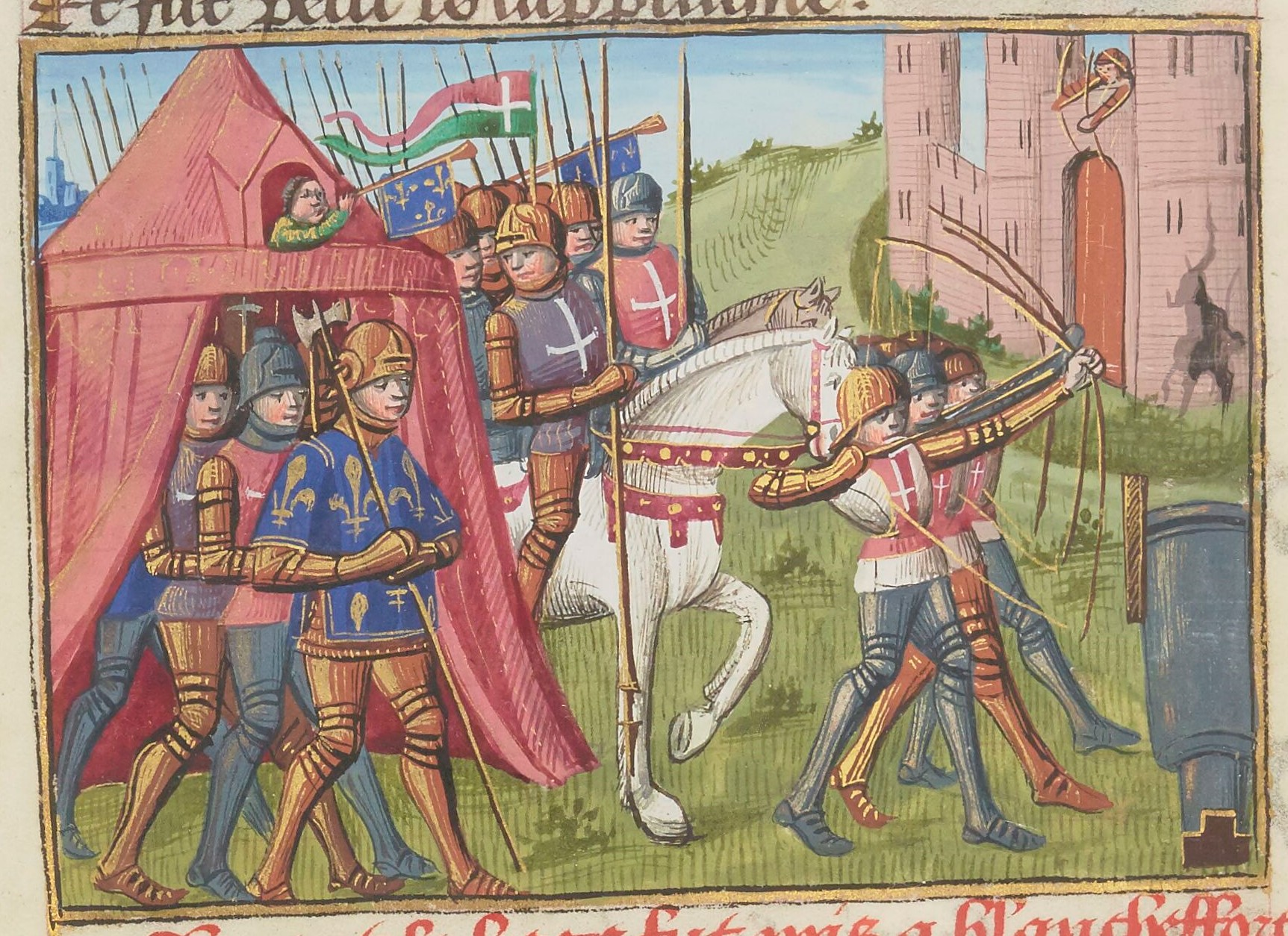
Миниатюра осады Бланкфора в 1450 г., "Вигилии на смерть короля Карла VII", ок. 1484 г.

Бордо был вынужден прийти к соглашению, прежде чем началась длительная осада. 12 июня 1451 года Берлан от имени жителей Бордо подписал договор с французами, которых представлял де Сентрай.
30 июня 1451 года на церемонии, состоявшейся в соборе, Пей Берлан и высшая знать Бордо принесли клятву верности французскому королю Карлу VII. В ответ на это французы во главе с Жаном де Дюнуа признали привилегии Бордо.

### Отношения с французами
Вполне вероятно, что французы пытались оказать давление на Берлана, чтобы тот отказался от своего епископства, с целью поставить на его место более сговорчивого француза. 7 декабря 1451 года он выступил с публичным протестом против действий комиссии французского сенешаля Гиени. Он приказал комиссару Жоржу де Бассаку больше не проводить аудиенций под страхом отлучения от церкви или, что возможно еще хуже, крупного штрафа.
7 июля 1452 года Берлан поклялся перед алтарем своей церкви, что никогда не откажется от своего архиепископства, и пожелал умереть архиепископом. Тем не менее, он воздерживался от каких-либо антифранцузских действий на время своего епископства и сдержал клятву верности 1451 года.
В сентябре 1456 года Пей Берлан, наконец, отошел от дел в своей архиепархии и переехал в свою родную деревню Сен-Рафаэль, в основанную там школу, где и умер в январе 1458 года.